# Klein St. Paul
Klein St. Paul est une commune autrichienne du district de St. Veit an der Glan en Carinthie.